# Xenocrasoides soukai
Xenocrasoides soukai är en skalbaggsart som beskrevs av Tavakilian och Peñaherrera 2003. Xenocrasoides soukai ingår i släktet Xenocrasoides och familjen långhorningar. Inga underarter finns listade i Catalogue of Life.